# Zolnay Kriszta
Zolnay Kriszta (Szeged, 1966. november 11. –) magyar gyógyszerész, nemzetközi marketingszakember. 2014 áprilisa óta tagja a Richter Gedeon Nyrt. igazgatóságának, mint annak első női tagja. 2015 óta a Richter Gedeon UK vezérigazgatója.

## Életpálya
Szülővárosában végezte tanulmányait. Gyógyszerész diplomáját 1991-ben szerezte meg angolul a Szegedi Tudományegyetem gyógyszerésztudományi karán, két évvel később pedig doktorált. 1996-ban elvégezte a Külkereskedelmi Főiskola nemzetközi marketing üzemgazdász szakát.
1992 és 2002 között a Fritz Hoffmann-La Roche Magyarország Kft. gyógyszergyári képviselője volt, biotechnológiai termékspecialistaként gyógyszerklinikai vizsgálatokat koordinált. 2002-től tulajdonosa és vezetője a Dél-Alföld régió legpatinásabb gyógyszertárának, a 140 éves szegedi Kígyó Patikának. A Kígyó Patika 2013-ban a Szegedi Tudományegyetem által az év oktató gyógyszertára kitüntetését kapta. Kétszer volt Az év gyógyszerésze különdíjasa. 2013-ban Az év üzletembere díjat kapta meg a Presztízs díjátadón, ahol nőként most először vehette át a Délmagyarország által kiosztott díjat. 2012-ben a Richter reklámarca volt.
2012 óta hatályos a „Lex Zolnay" nevű törvénymódosítás, amelyet saját parlamenti beadványával sikerült elérnie. A törvény értelmében a patikák újból forgalmazhatnak gluténmentes termékeket.
2014 áprilisa óta tagja a Richter Gedeon Nyrt. igazgatóságának, Magyarország egyik legfontosabb gyógyszeripari vállalatának. 2015 óta a Richter Gedeon Nyrt. angol leányvállalatának vezérigazgatója.
Szabadidejében versenyszerűen golfozik. Ő képviselte Magyarországot a Mercedes Trophy világdöntőjén Stuttgartban.
3 gyermek édesanyja: Lili (1994), Daniella (2003), Daniel (2003)